# Genoa Cricket and Football Club 2019-2020
Questa voce raccoglie le informazioni riguardanti il Genoa Cricket and Football Club nelle competizioni ufficiali della stagione 2019-2020.

## Stagione
Dopo la salvezza conquistata all'ultimo respiro nel campionato 2018-19, il Genoa affida la propria conduzione tecnica ad Aurelio Andreazzoli.
Il mercato estivo segna dei forti cambiamenti all'interno della rosa. Tra i numerosi arrivi spiccano quelli di due calciatori: Lasse Schöne, detentore del record di calciatore straniero con più presenze nell'Ajax oltre che protagonista nella stagione precedente della splendida avventura dei lancieri in Champions League, e Andrea Pinamonti, capitano della U-20 italiana, messosi in luce nella rassegna mondiale di categoria svolta in Polonia dove, anche grazie ai suoi 4 gol in 6 partite, gli azzurrini giungono fino in semifinale.
A seguito del ritiro estivo di Neustift in Austria e delle amichevoli disputate (spicca il match con l'Olympique Lione, giunto terzo in Ligue 1 nella passata stagione), il Grifone giunge al primo impegno ufficiale di stagione contro l'Imolese, società militante nel campionato di Serie C: nel terzo turno di Coppa Italia i ragazzi di Andreazzoli legittimano le due categorie di differenza con un perentorio 4 a 1, guadagnando il pass per il turno successivo, avversario l'Ascoli.
Il campionato si apre ottimamente con un pirotecnico 3 a 3 nella trasferta dell'Olimpico contro la Roma e la successiva vittoria interna contro la Fiorentina, regolata di misura per 2 a 1; le successive partite vedono un forte rallentamento dei rossoblù che raccolgono solo 1 punto in 4 partite, culminando questo primo periodo di difficoltà con la sonora sconfitta per 4-0 contro la Lazio. Con la pesante sconfitta esterna contro il Parma per 5-1 Andreazzoli viene esonerato, dato il pessimo rendimento totale (5 punti in 8 partite), e sostituito con Thiago Motta, ex giocatore rossoblù, alla prima esperienza assoluta in una prima squadra.
L'inesperto tecnico italo-brasiliano comincia la sua avventura nel migliore dei modi con una vittoria interna per 3-1 con il Brescia e successivamente con una sconfitta all'ultimo minuto con la Juventus che però fa ben sperare vista l'ottima prestazione del Genoa. I risultati, sotto la guida di Motta, sono inizialmente altalenanti (brutta sconfitta interna con l'Udinese, poi ottimo pareggio a Napoli) ma subiscono un rapido peggioramento con i due deludenti pareggi con dirette concorrenti per la salvezza come Spal e Lecce (sprecando un doppio vantaggio e finendo in nove contro 11), la sconfitta interna con il Torino e soprattutto la sconfitta nel derby casalingo per 1-0. Thiago Motta, nonostante i risultati, viene inizialmente confermato per poi essere esonerato la giornata successiva in cui il Genoa perde malamente a Milano contro l'Inter per 4-0 scendendo addirittura all'ultimo posto in classifica.
Dopo alcuni contatti per un quarto ritorno sulla panchina rossoblù di Davide Ballardini, la dirigenza genoana decide di affidare la squadra a Davide Nicola, anch'egli ex giocatore rossoblù, mettendolo sotto contratto fino a giugno con opzione per il 2020-21 in caso di salvezza. Il nuovo tecnico comincia la sua avventura in maniera altalenante: il Genoa vince all'esordio con il Sassuolo per 2-1, viene sconfitto dall'Hellas Verona con lo stesso punteggio (chiudendo il girone d'andata in piena zona retrocessione), esce dalla Coppa Italia con una onorevole sconfitta ai rigori con il Torino. Nel frattempo, con il mercato di riparazione, la squadra viene rinforzata con acquisti di esperienza e ritorni eccellenti. Infatti vengono tesserati Mattia Perin, Andrea Masiello, Valon Behrami, Mattia Destro e Iago Falquè, tutti giocatori che hanno già militato nella squadra, e inoltre viene preso in prestito il roccioso difensore Soumaoro. Da segnalare la cessione alla Fiorentina di Christian Kouame, uno dei migliori del disastroso girone d'andata del Genoa.
Dopo le prime partite di rodaggio, Nicola riesce ad ottenere risultati importanti come i pareggi con Fiorentina e Atalanta e le vittorie con Cagliari e Bologna facendo pian piano risalire la china alla squadra. Dopo una sconfitta di misura con la Lazio, condita però da una grande prestazione, il Genoa sconfigge alla 26ª giornata in trasferta il Milan 2-1, uscendo dalla zona retrocessione per la prima volta da Novembre. L'ottimo momento della squadra viene però arrestato dalla pandemia di Covid-19 che colpisce l'Italia nei primi giorni di Marzo: il campionato viene infatti sospeso. Con l'allentarsi delle restrizioni le squadre della Serie A ricominciano ad allenarsi i primi di Maggio e il campionato riprende a fine giugno per giocare le dodici giornate rimanenti. La ripresa del campionato si rivela abbastanza traumatica, infatti nelle prime 5 giornate il Genoa ottiene solamente due punti, denotando problemi di condizione fisica. La cattiva ripartenza fa sì che i rossoblù rimangano in 17ª posizione, pericolosamente vicino al Lecce, mentre Brescia e Spal rimangono a distanza ormai quasi condannate e rassegnate alla retrocessione.
La squadra di Nicola torna finalmente alla vittoria alla 32ª giornata battendo la Spal 2-0, tuttavia continua a tenere un rendimento incostante che non la fa stare al sicuro nonostante il Lecce non riesca ad approfittarne. Alla 34ª giornata i rossoblù vincono l'importantissimo scontro diretto con i salentini e la giornata successiva battono i cugini della Sampdoria per la prima volta dopo 5 anni. Questi due importanti vittorie di fila sembrano indirizzare definitivamente la lotta salvezza a favore del Genoa, ma due brutte sconfitte alla terzultima e penultima giornata con Inter e Sassuolo, unite a due vittorie del Lecce, rimettono tutto in discussione. All'ultima giornata il Genoa ha un solo punto di vantaggio sul Lecce. Costretta a vincere per salvarsi indipendentemente dal risultato dei diretti concorrenti, il Genoa batte un Verona senza obiettivi per 3-0 raggiungendo la salvezza all'ultimo respiro come l'anno precedente.
Il Genoa chiude un difficile campionato al 17ºposto, con 39 punti all'attivo.

## Divise e sponsor
Lo sponsor tecnico per la stagione 2019-2020 è Kappa. Sulle divise da gioco non è presente un main sponsor: sul fronte della maglia è collocato in corrispondenza della spalla destra lo sleeve sponsor Zentiva, mentre sul retro, al di sotto della numerazione, è posto il back sponsor LeasePlan.
| Casa | Trasferta | Terza divisa |
| ---- | --------- | ------------ |

## Organigramma societario
Area direttiva
- Presidente: Enrico Preziosi
- Vicepresidente: Giovanni Blondet
- Amministratore Delegato: Alessandro Zarbano
- Direttore Generale Corporate: Flavio Ricciardella
- Club Manager: Marco Rossi
- Responsabile Amministrativo: Viktoria Grattarola

Area comunicazione e marketing
- Segretario Generale: Diodato Abagnara
- Responsabile Marketing, Social Media & Innovation: Daniele Bruzzone
- Responsabile Comunicazione: Dino Storace
- Responsabile Biglietteria: Marco Trucco
- Responsabile Commerciale: Matteo Rossi
- Responsabile Ufficio Acquisti e Logistica: Alessio Vernazza

Area sportiva
- Direttore Sportivo: Stefano Capozucca (fino al 6 dicembre 2019), poi Francesco Marroccu
- Team Manager: Marco Pellegri

Area tecnica
- Allenatore: Aurelio Andreazzoli (fino al 22 ottobre 2019), poi Thiago Motta (fino al 28 dicembre 2019), poi Davide Nicola
- Vice allenatore: Giacomo Lazzini (fino al 22 ottobre 2019), poi Roberto Murgita (fino al 28 dicembre 2019), poi Manuele Cacicia
- Collaboratori tecnici: Roberto Muzzi (fino al 14 novembre 2019), poi Simon Colinet (fino al 28 dicembre 2019), poi Roberto Murgita e Rossano Berti
- Preparatori atletici: Francesco Chinnici e Gaspare Picone (fino al 22 ottobre 2019), poi Alessandro Pilati e Gabriele Stoppino
- Preparatore portieri: Alessio Scarpi
- Assistente preparatore portieri: Stefano Raggio Garibaldi

Area sanitaria
- Responsabile sanitario: Dott. Pietro Gatto
- Medico sociale: Dott. Marco Stellatelli

## Rosa
Rosa aggiornata al 31 gennaio 2020 .
| N. |                               | Ruolo | Calciatore                   |
| -- | ----------------------------- | ----- | ---------------------------- |
| 1  | Italia (bandiera)             | P     | Mattia Perin                 |
| 2  | Colombia (bandiera)           | D     | Cristián Zapata              |
| 3  | Italia (bandiera)             | D     | Antonio Barreca              |
| 4  | Italia (bandiera)             | D     | Domenico Criscito (capitano) |
| 5  | Italia (bandiera)             | D     | Edoardo Goldaniga            |
| 5  | Brasile (bandiera)            | C     | Rômulo                       |
| 8  | Danimarca (bandiera)          | C     | Lukas Lerager                |
| 9  | Paraguay (bandiera)           | A     | Antonio Sanabria             |
| 10 | Germania (bandiera)           | A     | Sinan Gümüş                  |
| 10 | Spagna (bandiera)             | A     | Iago Falque                  |
| 11 | Costa d'Avorio (bandiera)     | A     | Christian Kouamé             |
| 13 | Marocco (bandiera)            | D     | Jawad El Yamiq               |
| 13 | Uruguay (bandiera)            | P     | Salvador Ichazo              |
| 14 | Italia (bandiera)             | D     | Davide Biraschi              |
| 15 | Polonia (bandiera)            | C     | Filip Jagiełło               |
| 16 | Svezia (bandiera)             | C     | Sebastian Eriksson           |
| 17 | Argentina (bandiera)          | D     | Cristian Romero              |
| 18 | Italia (bandiera)             | D     | Paolo Ghiglione              |
| 19 | Macedonia del Nord (bandiera) | A     | Goran Pandev                 |
| 20 | Danimarca (bandiera)          | C     | Lasse Schöne                 |

| N. |                        | Ruolo | Calciatore         |
| -- | ---------------------- | ----- | ------------------ |
| 21 | Serbia (bandiera)      | C     | Ivan Radovanović   |
| 22 | Italia (bandiera)      | P     | Federico Marchetti |
| 23 | Italia (bandiera)      | A     | Mattia Destro      |
| 25 | Slovenia (bandiera)    | P     | Rok Vodišek        |
| 27 | Italia (bandiera)      | C     | Stefano Sturaro    |
| 28 | Colombia (bandiera)    | C     | Kevin Agudelo      |
| 29 | Italia (bandiera)      | C     | Francesco Cassata  |
| 30 | Italia (bandiera)      | A     | Andrea Favilli     |
| 32 | Danimarca (bandiera)   | D     | Peter Ankersen     |
| 33 | Croazia (bandiera)     | D     | Marko Pajač        |
| 55 | Italia (bandiera)      | D     | Andrea Masiello    |
| 56 | Paesi Bassi (bandiera) | A     | Denilho Cleonise   |
| 65 | Italia (bandiera)      | C     | Nicolò Rovella     |
| 72 | Portogallo (bandiera)  | D     | Vasco da Cunha     |
| 85 | Svizzera (bandiera)    | C     | Valon Behrami      |
| 91 | Italia (bandiera)      | C     | Riccardo Saponara  |
| 92 | Francia (bandiera)     | D     | Adama Soumaoro     |
| 93 | Brasile (bandiera)     | P     | Jandrei            |
| 97 | Romania (bandiera)     | P     | Ionuț Radu         |
| 99 | Italia (bandiera)      | A     | Andrea Pinamonti   |

## Calciomercato

### Sessione estiva(dal 1º luglio al 2 settembre)
| Acquisti         | Acquisti          | Acquisti        | Acquisti                                        |
| R.               | Nome              | da              | Modalità                                        |
| ---------------- | ----------------- | --------------- | ----------------------------------------------- |
| P                | Ionuț Radu        | Inter           | prestito                                        |
| D                | Peter Ankersen    | Copenaghen      | definitivo                                      |
| D                | Antonio Barreca   | Monaco          | prestito con diritto di riscatto                |
| D                | Edoardo Goldaniga | Sassuolo        | prestito                                        |
| D                | Paweł Jaroszyński | Chievo          | definitivo                                      |
| D                | Cristian Romero   | Juventus        | prestito                                        |
| D                | Cristián Zapata   | Milan           | svincolato                                      |
| C                | Kevin Agudelo     | Atlético Huila  | definitivo (2,5 milioni €)                      |
| C                | Francesco Cassata | Sassuolo        | prestito con obbligo di riscatto                |
| C                | Lukas Lerager     | Bordeaux        | riscatto del cartellino                         |
| C                | Marko Pajač       | Cagliari        | prestito                                        |
| C                | Riccardo Saponara | Fiorentina      | prestito con diritto di riscatto                |
| C                | Lasse Schöne      | Ajax            | definitivo (1,5 milioni €)                      |
| C                | Stefano Sturaro   | Juventus        | riscatto del cartellino (16,5 milioni €)        |
| A                | Sinan Gümüş       | Galatasaray     | definitivo                                      |
| A                | Andrea Pinamonti  | Inter           | prestito con obbligo di riscatto (18 milioni €) |
| Altre operazioni |                   |                 |                                                 |
| R.               | Nome              | da              | Modalità                                        |
| D                | Jawad El Yamiq    | Perugia         | fine prestito                                   |
| D                | Nicholas Rizzo    | Inter           | definitivo                                      |
| D                | Luca Rossettini   | Chievo          | fine prestito                                   |
| D                | Federico Valietti | Crotone         | fine prestito                                   |
| C                | Petar Brlek       | Lugano          | fine prestito                                   |
| C                | Lorenzo Callegari | Ternana         | fine prestito                                   |
| C                | Filip Jagiełło    | Zagłębie Lubin  | fine prestito                                   |
| C                | Thomas Rodríguez  | Unión La Calera | fine prestito                                   |
| C                | Mattia Zennaro    | Venezia         | definitivo                                      |
| C                | András Schäfer    | MTK Budapest    | definitivo                                      |
| C                | Rômulo            | Lazio           | fine prestito                                   |
| C                | Sandro            | Udinese         | fine prestito                                   |
| A                | Raúl Asencio      | Benevento       | fine prestito                                   |
| A                | Claudio Spinelli  | Crotone         | fine prestito                                   |

| Cessioni         | Cessioni          | Cessioni       | Cessioni                         |
| R.               | Nome              | a              | Modalità                         |
| ---------------- | ----------------- | -------------- | -------------------------------- |
| P                | Ionuț Radu        | Inter          | definitivo (12 milioni €)        |
| D                | Koray Günter      | Verona         | prestito                         |
| D                | Paweł Jaroszyński | Salernitana    | prestito con diritto di riscatto |
| D                | Ivan Lakićević    | Venezia        | prestito                         |
| D                | Pedro Pereira     | Benfica        | fine prestito                    |
| D                | Giuseppe Pezzella | Udinese        | fine prestito                    |
| D                | Cristian Romero   | Juventus       | definitivo (26 milioni €)        |
| D                | Luca Rossettini   | Lecce          | definitivo                       |
| D                | Federico Valietti | Virtus Entella | prestito                         |
| D                | Ervin Zukanović   | Al-Ahli        | definitivo                       |
| C                | Daniel Bessa      | Verona         | fine prestito                    |
| C                | Petar Brlek       | Ascoli         | prestito con diritto di riscatto |
| C                | Oscar Hiljemark   | Dinamo Mosca   | definitivo                       |
| C                | Darko Lazović     |                | svincolato                       |
| C                | Luca Mazzitelli   | Sassuolo       | fine prestito                    |
| C                | Stephane Omeonga  | Cercle Bruges  | prestito                         |
| C                | Esteban Rolón     | Malaga         | fine prestito                    |
| C                | Rômulo            | Brescia        | prestito                         |
| C                | András Schäfer    | Chievo         | prestito                         |
| C                | Miguel Veloso     | Verona         | svincolato                       |
| A                | Raúl Asencio      | Pisa           | prestito                         |
| A                | Nicola Dalmonte   | Lugano         | prestito                         |
| A                | Gianluca Lapadula | Lecce          | prestito con diritto di opzione  |
| Altre operazioni |                   |                |                                  |
| R.               | Nome              | a              | Modalità                         |
| D                | Luigi Carillo     | Salernitana    | prestito                         |
| D                | Marcos Curado     | Crotone        | prestito                         |
| D                | Marco Soprano     | Teramo         | svincolato                       |
| C                | Lorenzo Callegari | Avranches      | definitivo                       |
| A                | Kevin Piscopo     | Empoli         | definitivo                       |
| A                | Eddie Salcedo     | Inter          | definitivo                       |

### Sessione invernale(dal 2 gennaio al 31 gennaio)
| Acquisti | Acquisti           | Acquisti      | Acquisti                        |
| R.       | Nome               | da            | Modalità                        |
| -------- | ------------------ | ------------- | ------------------------------- |
| P        | Mattia Perin       | Juventus      | prestito                        |
| D        | Andrea Masiello    | Atalanta      | definitivo                      |
| D        | Adama Soumaoro     | Lilla         | prestito con diritto di opzione |
| C        | Valon Behrami      | Sion          | svincolato                      |
| C        | Sebastian Eriksson | IFK Göteborg  | definitivo                      |
| C        | Stephane Omeonga   | Cercle Bruges | fine prestito                   |
| C        | András Schäfer     | Chievo        | fine prestito                   |
| A        | Mattia Destro      | Bologna       | prestito                        |

| Cessioni | Cessioni          | Cessioni            | Cessioni      |
| R.       | Nome              | a                   | Modalità      |
| -------- | ----------------- | ------------------- | ------------- |
| D        | Jawad El Yamiq    | Real Saragozza      | prestito      |
| C        | Stephane Omeonga  | Hibernian           | prestito      |
| C        | Sandro            | Goiás               | definitivo    |
| C        | Riccardo Saponara | Fiorentina          | fine prestito |
| C        | András Schäfer    | DAC Dunajská Streda | prestito      |
| A        | Sinan Gümüş       | Antalyaspor         | prestito      |

### Trasferimenti dopo la sessione invernale
A causa della straordinarietà originata dalla emergenza COVID-19, la quale ha spostato le ultime giornate di campionato ad una data successiva al naturale termine della stagione sportiva, la FIGC è intervenuta per dettare le linee guida sui legami in scadenza il 30 giugno 2020, stabilendo che l’estensione al 31 agosto 2020 della durata del tesseramento a titolo temporaneo della stagione 2019-2020 deve essere pattuita fra le parti mediante sottoscrizione di apposito modulo federale con una trattativa privata.
| Acquisti | Acquisti        | Acquisti | Acquisti      |
| R.       | Nome            | da       | Modalità      |
| -------- | --------------- | -------- | ------------- |
| P        | Salvador Ichazo |          | svincolato    |
| C        | Rômulo          | Genoa    | fine prestito |

| Cessioni | Cessioni | Cessioni         | Cessioni |
| R.       | Nome     | a                | Modalità |
| -------- | -------- | ---------------- | -------- |
| P        | Jandrei  | Athl. Paranaense | prestito |

## Risultati

### Serie A

#### Girone d'andata
| Arbitro: | Calvarese (Teramo) |

|                                |           |                                              |
| Ünder 6’ Džeko 30’ Kolarov 49’ | Marcatori | 16’ Pinamonti 43’ (rig.) Criscito 70’ Kouamé |

| Arbitro: | Giacomelli (Trieste) |

|                       |           |                   |
| Zapata 11’ Kouamé 65’ | Marcatori | 76’ (rig.) Pulgar |

| Arbitro: | Fabbri (Ravenna) |

|                       |           |                                |
| Criscito 90+1’ (rig.) | Marcatori | 64’ (rig.) Muriel 90+5’ Zapata |

| Arbitro: | Manganiello (Pinerolo) |

|                                              |           |            |
| Simeone 46’ Zapata 85’ (aut.) João Pedro 87’ | Marcatori | 83’ Kouamé |

| Genova 25 settembre 2019, ore 21:00 CEST 5ª giornata | Genoa           | 0 – 0 referto | Bologna | Stadio Luigi Ferraris (20.497 spett.)\| Arbitro: \| Massa (Imperia) \| |
| Arbitro:                                             | Massa (Imperia) |               |         |                                                                        |

| Arbitro: | Pairetto (Nichelino) |

|                                                       |           |  |
| Milinković-Savić 7’ Radu 40’ Caicedo 59’ Immobile 78’ | Marcatori |  |

| Arbitro: | Mariani (Aprilia) |

|            |           |                                 |
| Schöne 41’ | Marcatori | 51’ Hernández 57’ (rig.) Kessié |

| Arbitro: | Valeri (Roma) |

|                                                    |           |               |
| Kucka 38’ Cornelius 42’, 45+1’, 50’ Kulusevski 79’ | Marcatori | 52’ Pinamonti |

| Arbitro: | Abisso (Palermo) |

|                                   |           |            |
| Agudelo 66’ Kouamé 75’ Pandev 79’ | Marcatori | 34’ Tonali |

| Arbitro: | Giua (Olbia) |

|                                  |           |            |
| Bonucci 36’ Ronaldo 90+6’ (rig.) | Marcatori | 41’ Kouamé |

| Arbitro: | Pasqua (Tivoli) |

|            |           |                                    |
| Pandev 22’ | Marcatori | 32’ De Paul 87’ Sema 90+4’ Lasagna |

| Napoli 9 novembre 2019, ore 20:45 CET 12ª giornata | Napoli             | 0 – 0 referto | Genoa | Stadio San Paolo (22.947 spett.)\| Arbitro: \| Calvarese (Teramo) \| |
| Arbitro:                                           | Calvarese (Teramo) |               |       |                                                                      |

| Arbitro: | Giacomelli (Trieste) |

|                    |           |             |
| Petagna 55’ (rig.) | Marcatori | 57’ Sturaro |

| Arbitro: | Massa (Imperia) |

|  |           |            |
|  | Marcatori | 77’ Bremer |

| Arbitro: | Rocchi (Firenze) |

|                         |           |                                  |
| Falco 60’ Tabanelli 70’ | Marcatori | 31’ Pandev 45+5’ (rig.) Criscito |

| Arbitro: | Doveri (Roma) |

|  |           |                |
|  | Marcatori | 85’ Gabbiadini |

| Arbitro: | Pairetto (Nichelino) |

|                                                          |           |  |
| Lukaku 31’, 71’ Gagliardini 33’ Sal. Esposito 64’ (rig.) | Marcatori |  |

| Arbitro: | Irrati (Pistoia) |

|                                |           |            |
| Criscito 29’ (rig.) Pandev 86’ | Marcatori | 33’ Obiang |

| Arbitro: | Mariani (Aprilia) |

|                               |           |              |
| Verre 55’ (rig.) Zaccagni 65’ | Marcatori | 41’ Sanabria |

#### Girone di ritorno
| Arbitro: | Maresca (Napoli) |

|            |           |                                        |
| Pandev 45’ | Marcatori | 6’ Ünder 44’ (aut.) Biraschi 74’ Džeko |

| Firenze 25 gennaio 2020, ore 18:00 CET 21ª giornata | Fiorentina     | 0 – 0 referto | Genoa | Stadio Artemio Franchi (32.903 spett.)\| Arbitro: \| Orsato (Schio) \| |
| Arbitro:                                            | Orsato (Schio) |               |       |                                                                        |

| Arbitro: | Massa (Imperia) |

|                      |           |                                  |
| Tolói 13’ Iličić 35’ | Marcatori | 19’ (rig.) Criscito 33’ Sanabria |

| Arbitro: | Calvarese (Teramo) |

|            |           |  |
| Pandev 43’ | Marcatori |  |

| Arbitro: | Massa (Imperia) |

|  |           |                                               |
|  | Marcatori | 28’ Soumaoro 44’ Sanabria 90’ (rig.) Criscito |

| Arbitro: | Maresca (Napoli) |

|                                 |           |                                     |
| Cassata 57’ Criscito 89’ (rig.) | Marcatori | 2’ Marušić 51’ Immobile 71’ Cataldi |

| Arbitro: | Doveri (Roma) |

|                 |           |                       |
| Ibrahimović 77’ | Marcatori | 7’ Pandev 41’ Cassata |

| Arbitro: | Giacomelli (Trieste) |

|                   |           |                                        |
| Falque 59’ (rig.) | Marcatori | 13’, 33’, 53’ Cornelius 87’ Kulusevski |

| Arbitro: | Irrati (Pistoia) |

|                             |           |                                        |
| Donnarumma 10’ Semprini 13’ | Marcatori | 38’ (rig.) Falque 69’ (rig.) Pinamonti |

| Arbitro: | Calvarese (Teramo) |

|               |           |                                     |
| Pinamonti 76’ | Marcatori | 50’ Dybala 56’ Ronaldo 73’ D. Costa |

| Arbitro: | Orsato (Schio) |

|                        |           |                            |
| Fofana 44’ Lasagna 73’ | Marcatori | 81’ Pandev 90+6’ Pinamonti |

| Arbitro: | Mariani (Aprilia) |

|               |           |                          |
| Goldaniga 49’ | Marcatori | 45+1’ Mertens 66’ Lozano |

| Arbitro: | Guida (Torre Annunziata) |

|                       |           |  |
| Pandev 24’ Schöne 54’ | Marcatori |  |

| Arbitro: | Rocchi (Firenze) |

|                                  |           |  |
| Bremer 32’ Lukić 76’ Belotti 90’ | Marcatori |  |

| Arbitro: | Doveri (Roma) |

|                                |           |                  |
| Sanabria 7’ Gabriel 81’ (aut.) | Marcatori | 60’ Mar. Mancosu |

| Arbitro: | Guida (Torre Annunziata) |

|                |           |                                 |
| Gabbiadini 32’ | Marcatori | 22’ (rig.) Criscito 72’ Lerager |

| Arbitro: | Massa (Imperia) |

|  |           |                               |
|  | Marcatori | 34’, 90+3’ Lukaku 83’ Sánchez |

| Arbitro: | Maresca (Napoli) |

|                                                      |           |  |
| Traorè 26’ Berardi 39’ Caputo 66’, 77’ Raspadori 74’ | Marcatori |  |

| Arbitro: | Irrati (Pistoia) |

|                              |           |  |
| Sanabria 13’, 25’ Romero 44’ | Marcatori |  |

### Coppa Italia

#### Turni eliminatori
| Arbitro: | Pairetto (Nichelino) |

|                                                          |           |           |
| Criscito 2’ (rig.) Saponara 23’ Ghiglione 29’ Schöne 75’ | Marcatori | 53’ Alimi |

| Arbitro: | Ayroldi (Molfetta) |

|                                 |           |                                 |
| Pinamonti 14’, 79’ Criscito 72’ | Marcatori | 48’ Beretta 68’ (aut.) Criscito |

#### Fase finale
| Arbitro: | Sacchi (Macerata) |

|                                       |                      |                                    |
| De Silvestri 23’                      | Marcatori            | 14’ Favilli                        |
| Belotti Millico Rincón Aina Berenguer | Tiri di rigore 5 – 3 | Destro Favilli Cassata Radovanović |

## Statistiche

### Statistiche di squadra
Statistiche aggiornate al 2 agosto 2020.
| Competizione | Punti | In casa | In casa | In casa | In casa | In casa | In casa | In trasferta | In trasferta | In trasferta | In trasferta | In trasferta | In trasferta | Totale | Totale | Totale | Totale | Totale | Totale | DR  |
| Competizione | Punti | G       | V       | N       | P       | Gf      | Gs      | G            | V            | N            | P            | Gf           | Gs           | G      | V      | N      | P      | Gf     | Gs     | DR  |
| ------------ | ----- | ------- | ------- | ------- | ------- | ------- | ------- | ------------ | ------------ | ------------ | ------------ | ------------ | ------------ | ------ | ------ | ------ | ------ | ------ | ------ | --- |
| Serie A      | 39    | 19      | 7       | 1       | 11      | 24      | 31      | 19           | 3            | 8            | 8            | 23           | 42           | 38     | 10     | 9      | 19     | 47     | 73     | -26 |
| Coppa Italia | -     | 2       | 2       | 0       | 0       | 7       | 3       | 1            | 0            | 1            | 0            | 1            | 1            | 3      | 2      | 1      | 0      | 8      | 4      | +4  |
| Totale       | 39    | 21      | 9       | 1       | 11      | 31      | 34      | 20           | 3            | 9            | 8            | 24           | 43           | 41     | 12     | 10     | 19     | 55     | 77     | -22 |

### Andamento in campionato
| Giornata  | 1 | 2 | 3  | 4  | 5  | 6  | 7  | 8  | 9  | 10 | 11 | 12 | 13 | 14 | 15 | 16 | 17 | 18 | 19 | 20 | 21 | 22 | 23 | 24 | 25 | 26 | 27 | 28 | 29 | 30 | 31 | 32 | 33 | 34 | 35 | 36 | 37 | 38 |
| --------- | - | - | -- | -- | -- | -- | -- | -- | -- | -- | -- | -- | -- | -- | -- | -- | -- | -- | -- | -- | -- | -- | -- | -- | -- | -- | -- | -- | -- | -- | -- | -- | -- | -- | -- | -- | -- | -- |
| Luogo     | T | C | C  | T  | C  | T  | C  | T  | C  | T  | C  | T  | T  | C  | T  | C  | T  | C  | T  | C  | T  | T  | C  | T  | C  | T  | C  | T  | C  | T  | C  | C  | T  | C  | T  | C  | T  | C  |
| Risultato | N | V | P  | P  | N  | P  | P  | P  | V  | P  | P  | N  | N  | P  | N  | P  | P  | V  | P  | P  | N  | N  | V  | V  | P  | V  | P  | N  | P  | N  | P  | V  | P  | V  | V  | P  | P  | V  |
| Posizione | 9 | 5 | 10 | 14 | 17 | 18 | 19 | 19 | 17 | 17 | 17 | 17 | 18 | 18 | 18 | 19 | 20 | 19 | 18 | 20 | 19 | 18 | 18 | 18 | 18 | 17 | 17 | 16 | 17 | 17 | 18 | 17 | 17 | 17 | 17 | 17 | 17 | 17 |

Fonte:  Serie A, su calcio.com.
Legenda:

Luogo: C = Casa; T = Trasferta. Risultato: V = Vittoria; N = Pareggio; P = Sconfitta.

### Statistiche dei giocatori
Sono in corsivo i calciatori che hanno lasciato la società a stagione in corso.
| Giocatore      | Serie A  | Serie A | Serie A     | Serie A    | Coppa Italia | Coppa Italia | Coppa Italia | Coppa Italia | Totale   | Totale | Totale      | Totale     |
| Giocatore      | Presenze | Reti    | Ammonizioni | Espulsioni | Presenze     | Reti         | Ammonizioni  | Espulsioni   | Presenze | Reti   | Ammonizioni | Espulsioni |
| -------------- | -------- | ------- | ----------- | ---------- | ------------ | ------------ | ------------ | ------------ | -------- | ------ | ----------- | ---------- |
| K. Agudelo     | 10       | 1       | 5           | 1          | 2            | 0            | 0            | 0            | 12       | 1      | 5           | 1          |
| P. Ankersen    | 19       | 0       | 2           | 0          | -            | -            | -            | -            | 19       | 0      | 2           | 0          |
| A. Barreca     | 18       | 0       | 0           | 0          | 1            | 0            | 0            | 0            | 19       | 0      | 0           | 0          |
| V. Behrami     | 17       | 0       | 3           | 1          | 1            | 0            | 0            | 0            | 18       | 0      | 3           | 1          |
| D. Biraschi    | 24       | 0       | 3           | 1          | 2            | 0            | 1            | 0            | 26       | 0      | 4           | 1          |
| F. Cassata     | 24       | 2       | 11          | 2          | 2            | 0            | 0            | 0            | 26       | 2      | 11          | 2          |
| D. Cleonise    | 4        | 0       | 2           | 0          | 1            | 0            | 0            | 0            | 5        | 0      | 2           | 0          |
| D. Criscito    | 26       | 8       | 7           | 0          | 2            | 2            | 0            | 0            | 28       | 10     | 7           | 0          |
| V. da Cunha    | -        | -       | -           | -          | -            | -            | -            | -            | -        | -      | -           | -          |
| M. Destro      | 8        | 0       | 0           | 0          | 1            | 0            | 0            | 0            | 9        | 0      | 0           | 0          |
| J. El Yamiq    | 3        | 0       | 1           | 0          | 1            | 0            | 1            | 0            | 4        | 0      | 2           | 0          |
| S. Eriksson    | -        | -       | -           | -          | -            | -            | -            | -            | -        | -      | -           | -          |
| I. Falque      | 10       | 2       | 0           | 0          | -            | -            | -            | -            | 10       | 2      | 0           | 0          |
| A. Favilli     | 20       | 0       | 4           | 0          | 2            | 1            | 0            | 0            | 22       | 1      | 4           | 0          |
| P. Ghiglione   | 25       | 0       | 4           | 0          | 2            | 1            | 0            | 0            | 27       | 1      | 4           | 0          |
| E. Goldaniga   | 13       | 1       | 4           | 0          | 1            | 0            | 0            | 0            | 14       | 1      | 4           | 0          |
| S. Ichazo      | -        | -       | -           | -          | -            | -            | -            | -            | -        | -      | -           | -          |
| S. Gümüş       | 3        | 0       | 0           | 0          | -            | -            | -            | -            | 3        | 0      | 0           | 0          |
| F. Jagiełło    | 11       | 0       | 0           | 0          | 1            | 0            | 0            | 0            | 12       | 0      | 0           | 0          |
| Jandrei        | -        | -       | -           | -          | 1            | -2           | 0            | 0            | 1        | -2     | 0           | 0          |
| C. Kouamé      | 11       | 5       | 0           | 0          | 1            | 0            | 0            | 0            | 12       | 5      | 0           | 0          |
| L. Lerager     | 21       | 1       | 5           | 0          | 1            | 0            | 0            | 0            | 22       | 1      | 5           | 0          |
| F. Marchetti   | 0        | 0       | 0           | 2          | -            | -            | -            | -            | 0        | 0      | 0           | 2          |
| A. Masiello    | 15       | 0       | 4           | 0          | -            | -            | -            | -            | 15       | 0      | 4           | 0          |
| M. Pajač       | 11       | 0       | 1           | 0          | 1            | 0            | 0            | 0            | 12       | 0      | 1           | 0          |
| G. Pandev      | 34       | 9       | 6           | 1          | 1            | 0            | 0            | 0            | 35       | 9      | 6           | 1          |
| M. Perin       | 21       | -38     | 1           | 0          | -            | -            | -            | -            | 21       | -38    | 1           | 0          |
| A. Pinamonti   | 32       | 5       | 1           | 0          | 2            | 2            | 0            | 0            | 34       | 7      | 1           | 0          |
| I. Radovanović | 19       | 0       | 3           | 0          | 3            | 0            | 1            | 0            | 22       | 0      | 4           | 0          |
| A. Radu        | 17       | -35     | 1           | 0          | 2            | -2           | 0            | 0            | 19       | -37    | 1           | 0          |
| C. Romero      | 30       | 1       | 15          | 1          | 3            | 0            | 1            | 0            | 33       | 1      | 16          | 1          |
| Rômulo         | 1        | 0       | 0           | 0          | 1            | 0            | 0            | 0            | 2        | 0      | 0           | 0          |
| N. Rovella     | 2        | 0       | 0           | 0          | 1            | 0            | 0            | 0            | 3        | 0      | 0           | 0          |
| A. Sanabria    | 24       | 6       | 3           | 0          | -            | -            | -            | -            | 24       | 6      | 3           | 0          |
| R. Saponara    | 5        | 0       | 1           | 1          | 1            | 1            | 0            | 0            | 6        | 1      | 1           | 1          |
| L. Schöne      | 32       | 2       | 5           | 0          | 2            | 1            | 0            | 0            | 34       | 3      | 5           | 0          |
| A. Soumaoro    | 8        | 1       | 2           | 0          | -            | -            | -            | -            | 8        | 1      | 2           | 0          |
| S. Sturaro     | 16       | 1       | 7           | 0          | 2            | 0            | 0            | 0            | 18       | 1      | 7           | 0          |
| R. Vodišek     | -        | -       | -           | -          | -            | -            | -            | -            | -        | -      | -           | -          |
| C. Zapata      | 20       | 1       | 4           | 0          | 2            | 0            | 0            | 0            | 22       | 1      | 4           | 0          |